# Wanda Brunner
Wanda Brunner (* 20. November 1930 in Innsbruck) ist eine ehemalige österreichische Politikerin (SPÖ).
Wanda Brunner besuchte von 1937 bis 1941 eine Volksschule, von 1941 bis 1946 ein Gymnasium und von 1946 bis 1948 eine Hotelfachschule. Sie war als Bankangestellte und bei der Schuhmacher-Einkaufsgenossenschaft tätig. Von 1972 bis 1987 war sie Landesfrauenvorsitzende der SPÖ Tirol, von 1973 bis 1987 stellvertretende Parteivorsitzende der SPÖ Tirol. Von 1972 bis 1979 war sie Mitglied des Bundesrates, von 1979 bis 1986 Abgeordnete zum Nationalrat. Von 1985 bis 1996 gehörte sie der Bundesheer-Beschwerdekommission an.

## Auszeichnungen
- 1981: Großes Silbernes Ehrenzeichen für Verdienste um die Republik Österreich[1]
- Ehrenzeichen des Landes Tirol